# Hartberg-Fürstenfeld járás
Hartberg-Fürstenfeld járás (németül Bezirk Hartberg-Fürstenfeld) közigazgatási egység Ausztriában, Stájerországban. Székhelye Hartberg. 2015-ben jött létre a stájer közigazgatási reform nyomán a Hartbergi és Fölöstömi járás összevonásával. Hartberg-Fürstenfeld járás Weizi, Südoststeiermark, Neunkircheni, Bécsújhelyvidéki, Felsőőri, Németújvári és Gyanafalvi járásokkal határos. Lakosainak száma 90 622 fő (2019. január 1.).

## A járáshoz tartozó települések

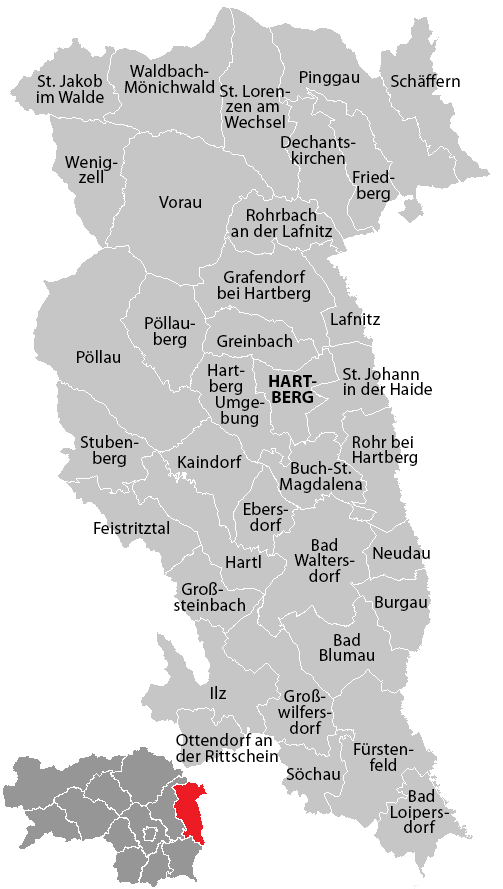
A Hartberg-Fürstenfeldi járás községei

A 2014/2015-ös stájer közigazgatási reform keretében a községek számát összevonásokkal és átszervezéssel 36-ra csökkentették.
(A külvárosok, beosztott falvak és más alegységek kisbetűvel vannak feltüntetve.) 
Város (Stadt)
- Fölöstöm (Fürstenfeld)

(Altenmarkt bei Fürstenfeld, Ebersdorf, Fürstenfeld, Hartl bei Fürstenfeld, Rittschein, Speltenbach, Stadtbergen, Übersbach)
- Friedberg

(Ehrenschachen, Friedberg, Oberwaldbauern, Ortgraben, Schwaighof, Stögersbach)
- Hartberg

(Eggendorf, Habersdorf, Hartberg, Ring, Safenau)
Mezőváros (Marktgemeinde)
- Bad Waltersdorf

(Bad Waltersdorf, Geier, Hohenbrugg, Leitersdorf bei Hartberg, Lichtenwald, Neustift bei Sebersdorf, Oberlimbach, Rohrbach bei Waltersdorf, Sebersdorf, Wagerberg)
- Burgau
- Grafendorf bei Hartberg

(Erdwegen, Grafendorf bei Hartberg, Kleinlungitz, Lechen, Obersafen, Pongratzen, Reibersdorf, Seibersdorf am Hammerwald, Stambach, Untersafen, Zeilerviertel)
- Ilz

(Buchberg, Dambach, Dörfl, Eichberg, Hochenegg, Ilz, Kalsdorf, Kleegraben, Leithen, Mutzenfeld, Nestelbach, Nestelberg, Neudorf, Reigersberg)
- Kaindorf

(Dienersdorf, Hofkirchen bei Hartberg, Kaindorf)
- Neudau

(Neudau, Limbach bei Neudau)
- Pinggau

(Baumgarten, Haideggendorf, Pinggau, Schaueregg, Sinnersdorf, Sparberegg, Tanzegg, Wiesenhöf)
- Pöllau

(Pöllau, Rabenwald, Saifen-Boden, Schönegg bei Pöllau, Sonnhofen)
- Vorau

(Puchegg, Riegersberg, Schachen bei Vorau, Vorau, Vornholz)
Község (Gemeinde)
- Bad Blumau
- Bad Loipersdorf
- Buch-Sankt Magdalena
- Dechantskirchen
- Ebersdorf
- Feistritztal
- Greinbach
- Großsteinbach
- Großwilfersdorf
- Hartberg Umgebung
- Hartl
- Lafnitz
- Ottendorf an der Rittschein
- Pöllauberg
- Rohr bei Hartberg
- Rohrbach an der Lafnitz
- Sankt Jakob im Walde
- Sankt Johann in der Haide
- Sankt Lorenzen am Wechsel
- Schäffern
- Söchau
- Söchau
- Waldbach-Mönichwald
- Wenigzell

A legnagyobb település Fölöstöm, majd Hartberg és Pöllau következik.